# 冮姓
冮姓為一個罕見的中文姓氏。冮姓的出現時間推測為明末清初時間，而居住地則集中於東北三省地區。

## 來源

### 《冮氏家譜》的記載
明末有冮恭、冮寬、冮信、冮敏、冮惠五，冮文兄弟，原籍為今河北獻縣鐵甲莊。清兵入關時，他們加入滿洲的漢族鑲紅旗，爾後因與努爾哈赤四處征戰而立下戰功，改隸屬正白旗。五兄弟先後在今遼寧錦州城西、黑山冮台、北寧冮家溝等地居住，後因戰亂分散而留在關東發展，於是留下了冮家屯，冮家店，冮家溝、冮家窩棚等等地名。上述資料皆出於《冮氏家譜》，但該書的記載有嚴重斷代的問題，後續亦無人修復、續寫，用於佐證家譜正確性的其他證據也極少；又今查河北省獻縣鐵甲莊一帶，在歷史上並無此姓氏族群生息。因此，冮氏源發河北獻縣的說法尚待考證。

### 民間傳說
明朝有五位大臣，同屬瀋陽江氏，在明清之際結義反清復明；後來明朝覆亡，其族人被編入滿洲鑲紅旗。於是取「江山」的「江」去一點作為家族姓氏，以誌亡國之恥。
另一說為冮氏祖上為滿洲人，隸屬鑲黃旗（或稱隸屬漢旗鑲紅旗），為管轄遼寧漕運的地方官員。後因得罪朝廷或地方豪吏，被迫逃亡。故將原來的滿族姓氏改為「冮」，遂有冮氏家族。

## 郡望與堂號

### 郡望
- 遼東郡
- 渤海郡

### 堂號
- 遼東堂：以望立堂。
- 渤海堂：以望立堂。
- 旭昇堂：以望立堂。

## 家譜
- 《遼東冮氏家譜》，著者待考，民國年間油印本一冊。現收藏於遼寧省新民縣蛇山子鄉小塔村。
- 《奉天冮氏族譜》，著者待考，民國年間木刻活字印本。現被收藏在遼寧省瀋陽市圖書館。
- 《遼寧黑山冮家宗譜》，冮樹森編續，2000年電腦排印本。

## 名人
- 冮瑞（1958－），遼寧彰武人。現任遼寧省政協副主席。
- 冮國寶（1926－1997），遼寧瀋陽人，尚式形意拳傳人。